# Robeč (Česká Lípa)
Robeč (německy Robitz) byla samostatnou vesničkou jižně nedaleko České Lípy v Libereckém kraji, dnes lokalita patří k části Dubice města Česká Lípa. Na konci Robče začíná národní přírodní památka Peklo. K 1. únoru 2007 byla Robeč jako evidenční část města České Lípy zrušena, název již z map téměř vymizel, nedochoval se ani v uličním názvosloví ani v názvu zdejších autobusových zastávek. Dochován tak zůstal zejména v názvu Robečského potoka. Někdejší osada leží v katastrálním území Dubice u České Lípy.

## Historie

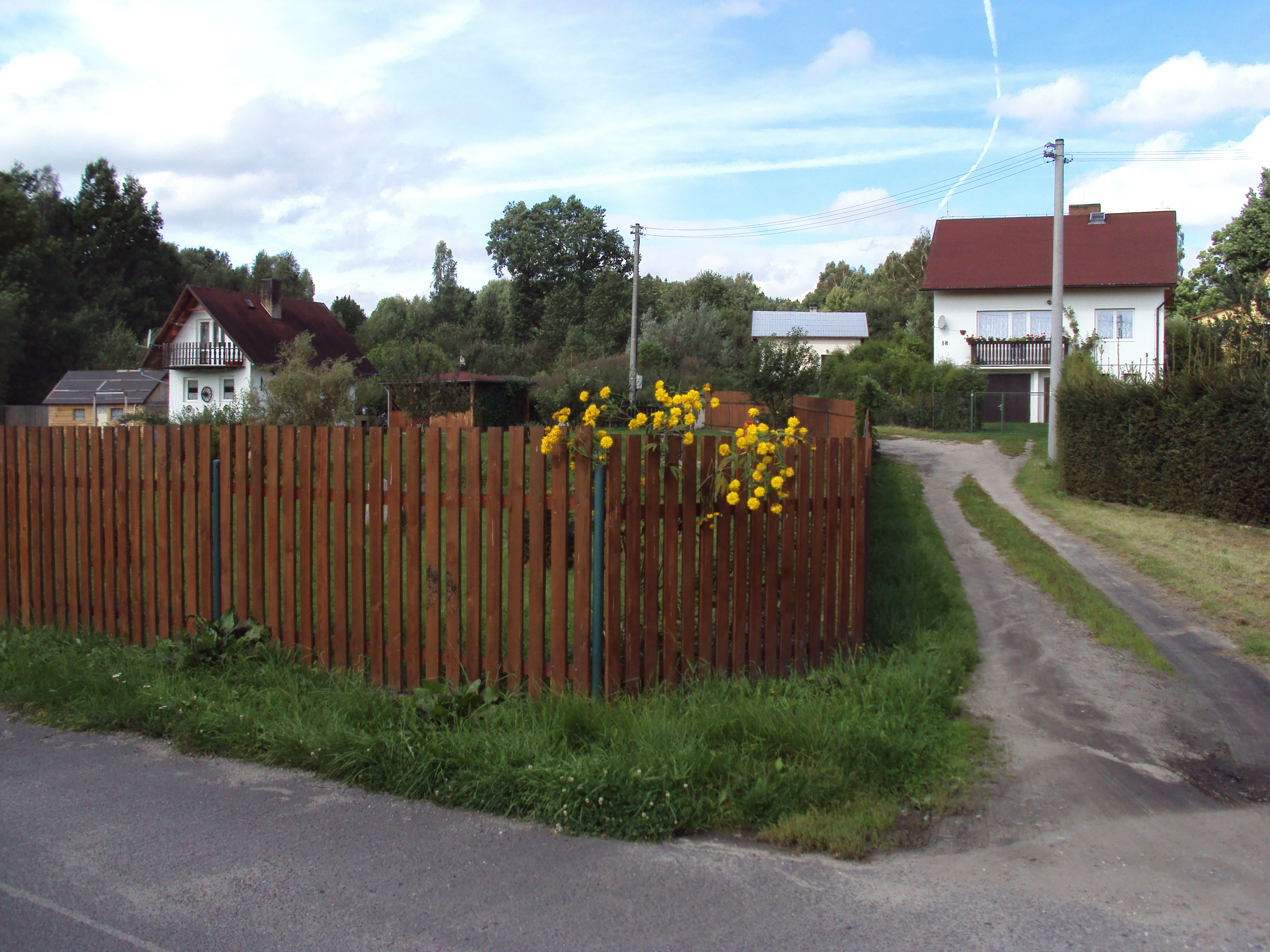
Novodobá zástavba

První zmínky o zdejším osídlení pochází z roku 1391, kdy se místo nazývalo Rowecz. V roce 1547 zde byl registrován statek, patřící k novozámeckému panství. Obyvatelé byli zaměstnáni v zemědělství, našly se zde stopy po skelné huti i malé textilní výrobě.
Do roku 1849 byla osada součástí obce Sosnová, pak patřila ke Kvítkovu.
Mlýn, který zde také stál, byl v roce 1906 přestavěn na textilní továrničku firmy Bart, později se zde vyráběly nože a nůžky firmy Sandrik, po druhé světové válce zde byl pobočný závod Mikulášovického kovoprůmyslu. V něm se dál vyráběly a do zahraničí exportovaly nože a nůžky.
K 1. lednu 1966 byla část obce připojena k České Lípě. Na sklonku roku 1970 bylo při celostátním sčítání lidu v osadě napočítáno třináct trvale bydlících obyvatel v pěti domech.
Dne 1. února 2007 byla Robeč začleněna do části obce Dubice.

## Cestovní ruch

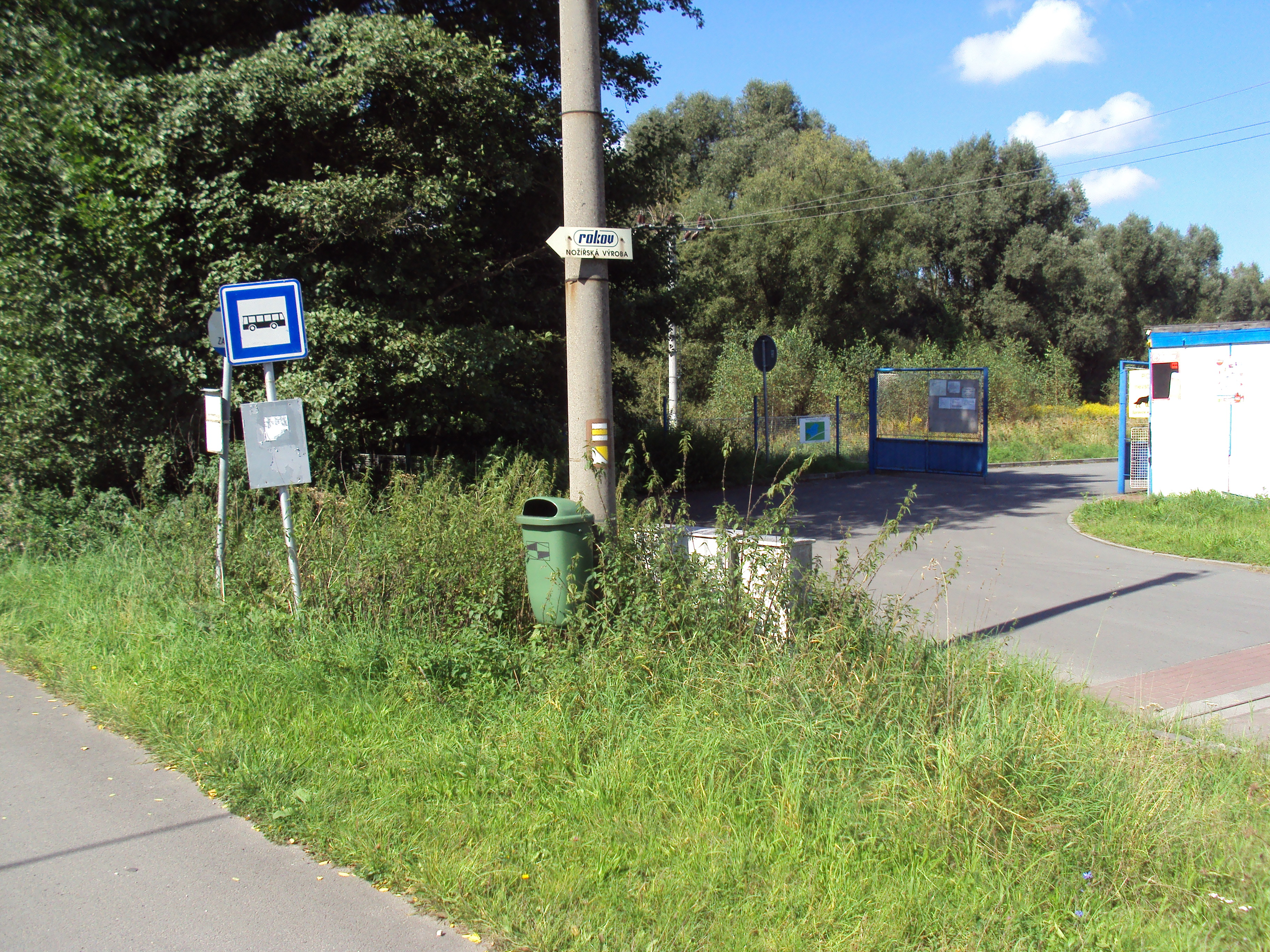
Od zastávky autobusů na Kozly vede žlutá trasa

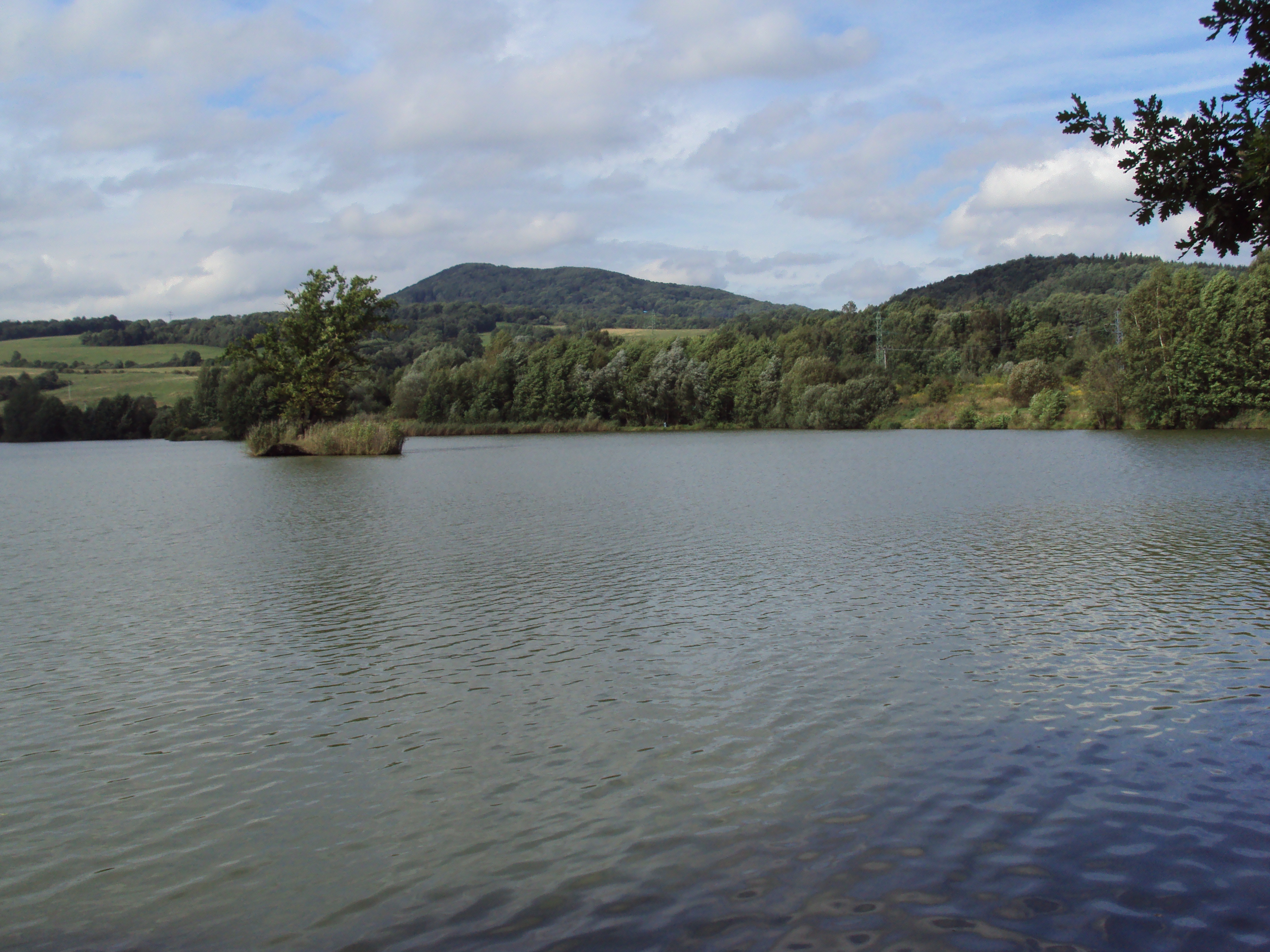
Rybník Dolní Roubice

Osada stojí při Robečském potoku, který přitéká z jihu od Novozámeckého rybníka a před obcí se ocitá mezi pískovcovými skalami v údolí, zvaném Peklo. Tato část je národní přírodní památkou od roku 1967. Od Dubice podél potoka a rybníků tudy vede směrem k Zahrádkám červená turistická cesta (Evropská dálková trasa E10) , která je zčásti naučnou stezkou v Pekle. Blízko Dubice/Robče je soutok Robečského potoka s Ploučnicí a také konečná zastávka jedné z autobusových linek MHD, vedené až k vlakovému nádraží v České Lípě, staví zde i autobusy jedoucí směrem na Kozly. Od zastávky vedou žlutě značené trasy směrem jak na Kravaře, tak přes někdejší střed Robče na Kvítkov.
Robečský potok napájí několik zdejších rybníků. Na pokraji Robče je to Dolní Roubice, součást rybářského revíru. Další vodní nádrže zasahují do Dubice, některé z nich jsou pozůstatky po těžbě písku a byly využívány pro rekreaci.